# Enzo Trossero
Enzo Héctor Trossero (ur. 23 maja 1953 w Esmeraldzie) – argentyński piłkarz grający na pozycji obrońcy. Obecnie jest trenerem. Obdarzony przydomkiem „Vikingo” (Wiking).

## Kariera klubowa
Enzo Trossero rozpoczynał karierę w klubie Sportivo Belgrano w 1971. Następnie przeszedł do silniejszego Colón de Santa Fe. W czasie trzech lat gry w Colon, Trossero rozegrał w nim 101 spotkań i strzelił 3 bramki. W 1975 przeszedł do czołowego argentyńskiego klubu Independiente. Z Indepediente zdobył trzykrotnie mistrzostwo Argentyny w formule Nacional w 1977 i 1978 i Metropolitano w 1983 oraz Copa Libertadores 1984 oraz Puchar Interkontynentalny w tym samym roku. Ogółem przez 10 lat gry w Independiente Trossero rozegrał w nim 308 meczów i strzelił 55 bramek.
W 1980 został na rok wypożyczony do francuskiego FC Nantes. Z Nantes zdobył mistrzostwo Francji 1980. W 1986 roku grał krótko w meksykańskiej Toluce. Po powrocie do ojczyzny grał przez rok w Estudiantes La Plata, po czym po raz drugi przeniósł się do Europy, do szwajcarskiego FC Sion. w 1989 roku powrócił do Estudiantes i parę miesięcy później zakończył w nim piłkarską karierę.

## Kariera reprezentacyjna
Enzo Trossero w latach 1977-1985 występował w reprezentacji Argentyny. W 1982 roku pojechał na Mistrzostwa Świata do Hiszpanii, jednakże był rezerwowym i nie wystąpił w żadnym meczu. Rok później uczestniczył w Copa América 1983. W turnieju zagrał w trzech z czterech meczów grupowych Argentyny. Argentyna jednak nie awansowała do półfinału przegrywając w grupie z Brazylią. W 1985 wystąpił we wszystkich sześciu meczach eliminacyjnych Argentyny do Mistrzostw Świata 1986, jednakże rok później nie został powołany na finały w Meksyku. Ogółem Trossero wystąpił w reprezentacji Argentyny w 27 spotkaniach.

## Kariera trenerska
Enzo Trossero po zakończeniu kariery piłkarskiej został trenerem. W latach 1989–1990 był asystentem w juniorskich reprezentacjach Argentyny. W latach 1990–1992 był trenerem FC Sion. Z klubem z Sionu zdobył Mistrzostwo Szwajcarii w 1992 oraz Puchar Szwajcarii w 1991 roku. W latach 1992–1994 był trenerem CA Huracán, z którym zdobył wicemistrzostwo Argentyny 1994 w formule Clausura. W sezonie trenował Estudiantes La Plata, z którym awansował do I ligi. Później trenował CA Colón, z którym zdobył wicemistrzostwo Argentyny 1997 w formule Clausura. Później trenował kolejno San Martín Tucumàn, FC Lugano oraz CA Independiente, jednak sukcesów z nimi nie odniósł.
W latach 2000–2001 był selekcjonerem reprezentacji Szwajcarii, jednak nie zdołał z nią awansować do Mistrzostw Świata 2002. W latach 2004–2007 trenował gwatemalski Municipal Gwatemala, z którym pięciokrotnie zdobył Mistrzostwo Gwatemali. W latach 2007–2009 był trenerem saudyjskiego Al-Shabab, z którym dwukrotnie zdobył Puchar Arabii Saudyjskiej w 2008 i 2009 roku. Obecnie jest trenerem Godoy Cruz.